# Андрей Володшич
Андрей Володшич (Владимирович) (умер после 1180) — князь из полоцкой ветви династии Рюриковичей.

## Биография
О дате рождения князя и уделе, которым он владел, неизвестно. Вероятно, был внуком князя Давыда Всеславича через его сына Володшу (или Владимира). Упоминается в Ипатьевской летописи под 1180 годом. Согласно ей, он вместе с двоюродным братом Всеславом Микуличем и многими другими полоцкими князьями участвовал в борьбе Святослава Всеволодовича Черниговского и Давыда Ростиславича Смоленского на стороне Святослава. Он выступил на соединение с ним, когда черниговский князь шёл из Новгорода на битву с неприятелями, и они все вместе начали осаждать Друцк. Войско Святослава и полоцких князей одержало победу. Далее Андрей Володшич больше нигде не упоминается.